# Pinguicula filifolia
Pinguicula filifolia ist eine Pflanzenart aus der Gattung der Fettkräuter (Pinguicula) innerhalb der Familie der Wasserschlauchgewächse (Lentibulariaceae). Die seit 2014 zwei Unterarten dieser fleischfressenden Pflanze kommen nur in Kuba vor.

## Beschreibung und Ökologie
Pinguicula filifolia ist eine krautige Pflanze. Fleischige, hellgrüne, fadenförmige Blätter bilden eine Rosette, deren Einzelblätter bis zu 20 Zentimeter lang sind. An der Oberfläche sind die Blätter klebrig vom Fangsekret, mit dem sie kleine Insekten (beispielsweise Trauermücken, Ameisen) fängt und, sobald Beute erzielt wird, durch Enzyme verdaut. 
Pinguicula filifolia bildet an einem aus der Mitte der Rosette wachsenden Blütenstängel eine einzelne Blüte. Die zwittrige Blüte ist zygomorph. Die Blütenkronblätter sind blau, rosafarben oder gelb. 

## Systematik und Verbreitung
Die Erstbeschreibung von Pinguicula filifolia erfolgte 1866 durch August Grisebach, der den Namen von Charles Wright übernahm. Pinguicula filifolia gehört zur Sektion Agnata aus der Gattung der Fettkräuter (Pinguicula).
Seit 2014 gibt es zwei Unterarten:
- Pinguicula filifolia subsp. alba Y.Domínguez, Panfet & V.Miranda: Sie wurde 2014 aus Kuba erstbeschrieben.[1]
- Pinguicula filifolia C.Wright ex Griseb. subsp. filifolia: Sie ist in Westkuba endemisch. Sie wächst auf sandigen Böden in offenen, sumpfigen Savannen.[1]